# 船主相互保険組合法
船主相互保険組合法（せんしゅそうごほけんくみあいほう、昭和25年5月11日法律第177号）は、船主相互保険組合の行う相互保険たる損害保険事業の健全な経営を確保し、その組合員および組合の一般債権者の利益を保護することに関する法律である。
1950年（昭和25年）5月11日に公布された。

## 構成
- 第一章　総則（第1条―第11条の2）
- 第二章　設立（第12条―第20条）
- 第三章　組合員（第21条―第29条）
- 第四章　機関（第30条―第40条）
- 第五章　計算（第41条―第44条の8）
- 第六章　解散及び清算（第45条―第48条）
- 第七章　監督（第49条―第54条）
- 第八章　雑則（第54条の2・第55条）
- 第九章　罰則（第56条―第61条）
- 附則